# Hypothèque en droit français
Pour un article plus général, voir Hypothèque.
Une hypothèque est, en droit civil français, une sûreté réelle immobilière, c'est-à-dire un droit réel accessoire accordé à un créancier sur un immeuble en garantie du paiement d'une dette sans que le propriétaire du bien en soit dépossédé. Elle s'oppose au gage en ce que celui-ci porte sur un bien meuble et qu'il peut s'accompagner d'une dépossession.
En vertu de l'article 2395 du code civil, son principe résulte, soit de la loi, soit de la convention, soit d'une décision de justice.
L'hypothèque est inséparable d'un système de publicité foncière. La publicité assure en effet ses deux principaux effets civils (opposabilité aux tiers et fixation du rang). Cette formalité s'effectue depuis le 1er janvier 2013 au service de publicité foncière.

## Histoire

### L'héritage gréco-romain
L'hypothèque naît en Grèce, elle est publique et spéciale, les Romains reprendront l’hypothèque et son dispositif de publicité pendant toute la république et les premiers temps de l’empire. Mais l’empire s’achève sur une conception de l’hypothèque générale et occulte, qui n’offrait à personne les garanties indispensables à la sérénité des relations d’affaires.
Dans la Gaule puis la France du Moyen Âge, le droit n’est plus qu’« usances ou coustumes », mélange de ce qui s’était conservé dans chaque contrée des usages des anciens Gaulois, des lois romaines, des lois et usages des Francs et autres peuples d’origines germaniques, des capitulaires mérovingiens et carolingiens et des règles particulières données par les seigneurs aux habitants des territoires qu’ils contrôlent.
Le royaume de France est le produit d’influences diverses et souvent antinomiques, il n’est pas étonnant que sur le plan du droit cela ait abouti à « un mélange incohérent des lois romaines avec les diverses coutumes qui se formèrent dans les contrées de la France, pendant les premiers siècles de la monarchie, et surtout sous les premiers rois de la troisième dynastie.
En France le travail de rédaction des coutumes se poursuit, avec divers aménagements des règles, à la fin du XVe siècle et la première moitié du XVIe siècle.
En matière d’hypothèques il mit en lumière une conception globalement assez uniforme quant à la nature et aux effets de l’hypothèque, mais révèle des divergences profondes sur deux points importants :
- En premier lieu sur le mode de constitution de l’hypothèque, une ligne de partage se dessine entre les pays où :
  - L’hypothèque faisait l’objet d’un acte ou d’un procès-verbal qui lui donnait date certaine. Dans ces pays de nantissement, l’hypothèque était spéciale et publiée.
  - Ceux au contraire, où tout contrat passé par acte notarié, tout jugement emportant condamnation ou reconnaissance de dettes, emportaient constitution d’une hypothèque générale et occulte sur l’ensemble des biens présents et à venir du débiteur.
- En second lieu, trois régimes différents existaient en matière de purges[2] :
  - Dans le Nord et tous les pays de nantissement, prévalait le système des lettres de purge,
  - En Bretagne on avait recours à l’« appropriance ». Ce n’était pas à proprement parler un système de purges mais un moyen de consolidation du droit de propriété.
  - Dans le reste de la France la purge résultait des décrets ou ventes par autorité de justice, qui deviendront rapidement décrets volontaires.

C’est à l’unification de ces systèmes épars et antagonistes que la monarchie absolue s'attache à partir de la deuxième moitié du XVIe siècle.

### La période moderne
À partir de la fin du XVIe siècle, l'histoire de droit des sûretés réelles immobilières se confond avec celle de l'insinuation et l'émergence du statut de conservateur des hypothèques
L'ensemble du droit des sûretés est réorganisé dans le livre IV du Code civil par l'ordonnance du 23 mars 2006 relative aux sûretés.

## Nature de l'hypothèque
La nature et les caractères de l'hypothèque découlent des dispositions de l'article 2393 du code civil : 
« L'hypothèque est un droit réel sur les immeubles affectés à l'acquittement d'une obligation.
Elle est, de sa nature, indivisible, et subsiste en entier sur tous les immeubles affectés, sur chacun et sur chaque portion de ces immeubles.
Elle les suit dans quelques mains qu'ils passent. »
— Article 2393 du code civil.

### L'hypothèque est un droit réel accessoire
L'hypothèque consiste en l'affectation d'un bien immobilier (un terrain, une maison, un lot de copropriété...) à la garantie d'une dette, sans dépossession du débiteur, ce qui constitue la différence essentielle avec le gage, qui implique que le débiteur remet un objet de valeur à son créancier en garantie du paiement de sa dette : un bien hypothéqué peut être exploité par le propriétaire, qui peut y habiter ou bénéficier par exemple de la production des végétaux qu'il y a plantés, ou qu'il peut louer et percevoir les loyers.
Par ailleurs, l'hypothèque grève un bien immobilier quel qu'en soit le propriétaire actuel. C'est pourquoi l'une des tâches d'un notaire est de vérifier l'éventuelle existence d'hypothèques grevant le bien dont il est chargé de rédiger l'acte de vente, et de payer les créanciers hypothécaires par prélèvement sur le prix de vente, en contrepartie de la « mainlevée » de l'hypothèque, c'est-à-dire de son effacement.
L'hypothèque constitue donc un droit réel accessoire lié dette due à un créancier.
Elle suppose donc une créance dont elle garantit le paiement et à laquelle elle reste étroitement attachée.
Il n'est pas indispensable que la créance existe lors de la constitution de l'hypothèque : celle-ci peut garantir une créance future ou éventuelle.
En vertu de cette sûreté, inscrite au service de la publicité foncière, le créancier non payé à l'échéance, a la faculté de saisir le bien immobilier afin de le vendre aux enchères en quelque main qu'il se trouve et de se faire payer par préférence sur le prix.
Du caractère accessoire du droit réel conféré par l'hypothèque il résulte aussi que celle-ci prend fin automatiquement lorsque la créance se trouve annulée par la renonciation du créancier hypothécaire ou éteinte par paiement et qu'elle suit la créance dans le cas de cession de celle-ci.

### L'hypothèque est un droit immobilier
Sûreté réelle immobilière, l'hypothèque ne peut être constituée que sur des biens immobiliers. Cette notion s'oppose en droit français à celle de « bien meuble », et regroupe notamment les terrains, les bâtiments, maisons, usines, lots de copropriétés...

En effet le code civil énonce notamment : 
« Sont seuls susceptibles d'hypothèques :
1° Les biens immobiliers qui sont dans le commerce, et leurs accessoires réputés immeubles ;
2° L'usufruit des mêmes biens et accessoires pendant le temps de sa durée.
L'hypothèque s'étend aux améliorations qui surviennent à l'immeuble »
— Article 2397 du code civil.
 et précise « les meubles n'ont pas de suite par hypothèque ».
L'hypothèque garde le caractère d'un droit immobilier du seul fait de sa constitution obligatoire sur des biens immeubles.
Par exception aux dispositions de l'article 2398 du code civil, l'interdiction d'hypothéquer les meubles ne s'applique pas à l'égard des navires, bateaux et aéronefs qui, en raison de leur individualisation aisée, sont susceptibles d'hypothèque et disposent d'un registre spécifique enregistrant leur propriété et permettant la publicité des hypothèques les concernant.

### L'hypothèque est un droit indivisible
Chaque partie d'un immeuble hypothèque garantit l'intégralité de la dette et chaque fraction de la dette est garantie par la totalité de l'immeuble.
Ces principes trouvent à s'appliquer notamment :
- en cas de division de l'immeuble (vente en plusieurs lots, démembrement en nue-propriété et usufruit) ; l'hypothèque subsiste en entier sur chaque fraction de l'immeuble ; aussi le créancier peut-il demander le paiement de la totalité de sa créance sur la fraction suffisante de son choix ;
- en cas de division de la créance (décès du créancier laissant plusieurs héritiers) ; chaque bénéficiaire peut se prévaloir de l'hypothèque sur la totalité de l'immeuble grevé ;
- en cas de division de la dette (décès du débiteur laissant plusieurs héritiers) ; le ou les attributaires de l'immeuble hypothéqué doivent répondre de la totalité de la dette. Cette solution résulte de l'article 873 du code civil qui précise que « les héritiers sont tenus des dettes et charges de la succession, personnellement pour leur part successorale, et hypothécairement pour le tout ; […][9] ».

Ainsi, la loi évite au créancier hypothécaire de poursuivre chaque débiteur à concurrence de sa part et écarte, à son profit, le risque d'insolvabilité de l'un d'eux.

## Champ d'application de l'hypothèque
Aux termes de l'article 2397 du code civil sont seules susceptibles d'hypothèques :
- les biens immobiliers qui sont dans le commerce, et leurs accessoires réputés immeubles ;
- l'usufruit des mêmes biens et accessoires pendant le temps de sa durée ;
- les améliorations qui surviennent à l'immeuble, auxquelles s'étend expressément l'hypothèque.

### Biens susceptibles d'être hypothéqués
Cette question recouvre :
- d'une part les droits réels immobiliers susceptibles d'hypothèque ;
- d'autre part sur quels biens doivent porter les droits qui peuvent être hypothéqués.

#### Les droits réels susceptibles d'hypothèques
L'hypothèque porte le plus souvent sur le droit de propriété lui-même. Mais divers droits immobiliers résultant d'un démembrement de la propriété sont également susceptibles d'être hypothéqués.
Les droits réels immobiliers susceptibles d'hypothèque comprennent notamment :
- le droit de propriété, qui ne doit pas être confondu avec la chose elle-même ;
- le droit de superficie ou droit de propriété limité à la surface du sol ;
- la nue-propriété qui présente l'avantage de porter sur un droit perpétuel. Lorsque l'usufruit s'éteint, l'hypothèque s'étend alors à la pleine propriété ;
- l'usufruit, mais l'hypothèque portant sur celui-ci " pendant le temps de sa durée " prend fin lorsque survient l'extinction de l'usufruit (Code civil, art. 2397 alinéa 2[10]) ;
- le droit du preneur titulaire d'un bail emphytéotique dont l'expiration entraîne l'extinction de l'hypothèque ;
- les droits indivis sur les immeubles (parties communes des copropriétés).

En revanche les autres droits réels immobiliers qui ne peuvent être aliénés ne sont pas susceptibles d'hypothèque. Il en est ainsi du droit d'usage et d'habitation, du droit de mitoyenneté, des servitudes foncières, lorsqu'elles sont considérées isolément.
Toutefois l'hypothèque inscrite sur un fonds porte accessoirement sur les servitudes ou le droit de mitoyenneté attaché à ce fonds.

#### Les biens susceptibles d'hypothèques

##### Les immeubles par nature
Ainsi que l'indique l'article 2397 du code civil, seuls les biens immeubles qui sont « dans le commerce » peuvent être hypothéqués, c'est-à-dire les biens saisissables et aliénables, l'hypothèque devant conduire, à défaut de paiement volontaire du débiteur, à la vente forcée du gage, seuls les immeubles susceptibles d'être aliénés peuvent être grevés d'hypothèque.
Cette condition exclut du domaine de l'hypothèque les immeubles qui composent le domaine public de l'État, des départements et des communes et de leurs établissements publics, en revanche les immeubles du domaine privé sont dans le commerce et peuvent, de ce fait, être hypothéqués, sans pouvoir toutefois être saisis.
De même ne peuvent faire l'objet d'une inscription hypothécaire les biens immobiliers qui, bien qu'appartenant à des particuliers, sont inaliénables ou insaisissables en vertu de la loi ou d'une convention.
L'hypothèque ne peut, en principe, être consentie que sur des immeubles présents (Code Civil, art. 2419). L'immeuble doit déjà appartenir à celui qui constitue la garantie. L'article 2420 du code civil apporte cependant une atténuation à la rigueur de cette règle.

##### Les accessoires
Par accessoires il faut entendre les servitudes actives, le droit de mitoyenneté, les immeubles par destination, les produits de l'immeuble et les fruits non détachés.
Ces biens immobiliers accessoires ne peuvent être hypothéqués isolément. En effet, d'une part les droits en cause ne peuvent être détachés de l'immeuble auquel ils se rapportent, d'autre part, les immeubles par destination demeurent normalement fixés à l'immeuble par nature. À l'inverse, l'hypothèque principale constituée sur l'immeuble s'étend jusqu'à eux.
Dans l'hypothèse où l'immeuble par destination est détaché du fonds par la volonté du propriétaire pour être vendu séparément, il redevient juridiquement un meuble et ne fait plus partie du gage hypothécaire ; le créancier conserve néanmoins le droit de préférence sur le prix.

##### Les améliorations
L'hypothèque acquise s'étend à toutes les améliorations survenues à l'immeuble hypothéqué. Il n'y a pas lieu en l'occurrence de distinguer si ces améliorations constituent des immeubles par nature ou seulement des immeubles par destination ni, par ailleurs, si elles émanent du débiteur principal (constituant) ou d'un tiers détenteur de l'immeuble.
Parmi les améliorations on peut ranger :
- les améliorations naturelles (extinction d'un usufruit ou d'une servitude) ;
- les améliorations industrielles (constructions et plantations).

C'est ainsi que l'hypothèque prise sur un terrain à bâtir s'étend aux constructions qui y sont édifiées. De même en cas de destruction des bâtiments, l'hypothèque qui les grevait est reportée de plein droit sur les constructions édifiées au même emplacement.

### L'assiette de l'hypothèque
L'assiette de l'hypothèque est l'étendue de la garantie offerte au créancier, c'est-à-dire le bien sur lequel elle est établie.
Cette garantie peut être générale ou spéciale et se traduit par une hypothèque de même nature.

#### Assiette des hypothèques générales
Les hypothèques générales susceptibles de garantir une créance sont :
- l'hypothèque judiciaire[13] ;
- les hypothèques légales prévues par l'article 2400 du code civil[14] ou par d'autres codes ou des lois particulières.

Elles frappent tous les biens immobiliers, accessoires et améliorations compris, que le débiteur possède et tous ceux qui, par la suite, entrent dans son patrimoine jusqu'au moment de son décès. Elles constituent de ce fait un droit réel qui peut grever tout le patrimoine du débiteur mais qui ne peut s'étendre au-delà du décès de ce dernier.
La généralité de l'hypothèque est toutefois limitée par l'article 7 du décret no 55-22 du 4 janvier 1955 relatif à l'indication précise de la nature et de la situation des immeubles grevés :
- elles ne deviennent efficaces que lorsqu'elles sont publiées au service de la publicité foncière et ne prennent rang qu'au jour de leur inscription ;
- en outre, elles ne grèvent que les immeubles expressément désignés dans les bordereaux d'inscription et ne garantissent les créances qu'à concurrence des sommes qui y sont indiquées[16].

#### Assiette de l'hypothèque conventionnelle
L'acte créant l'hypothèque doit mentionner l'indication précise de la nature et de la situation de chaque immeuble grevé : un débiteur peut hypothéquer tous ses immeubles, mais chacun d'eux doit être défini individuellement, et toute formule emportant hypothèque globale de tous ses biens immobiliers générale est proscrite.
Cette règle de spécialité comporte deux aspects, l'hypothèque conventionnelle doit être spéciale :
- quant aux biens hypothéqués ;
- quant aux créances garanties.

##### Spécialité relative aux biens hypothéqués
La constitution d'une hypothèque conventionnelle n'est valable que si le titre authentique constitutif de la créance ou un acte postérieur déclare spécialement la nature et la situation des immeubles sur lesquels l'hypothèque est consentie.
Il s'ensuit que l'hypothèque concerne, en principe, des biens immobiliers qui existent au moment de la constitution de l'hypothèque, et non des biens immobiliers qui n'existent pas encore, sauf les exceptions mentionnées à l'article 2420 du code civil.

##### Spécialité relative à la créance
L'hypothèque peut être consentie en garantie d'une ou plusieurs créances présentes ou futures ; dans ce dernier cas, elles doivent être déterminables. La cause doit également être déterminée dans l'acte (par exemple, somme due en remboursement d'un prêt ou d'une avance de fonds) et indiquer le montant de la créance. S'il s'agit d'un montant qui ne peut être déterminé (rentes, prestations et droits indéterminés, éventuels ou conditionnels), celui-ci doit être évalué, mais l'hypothèque s'applique de plein droit aux intérêts et autres accessoires qui s'ajoutent à la dette.
Lorsqu'elle est consentie pour sûreté d'une ou plusieurs créances futures et pour une durée indéterminée, le débiteur peut à tout moment la résilier avec un préavis de trois mois. Une fois résiliée, elle ne demeure que pour la garantie des créances nées antérieurement à cette résiliation.

## Catégories d'hypothèques
Les diverses catégories d'hypothèques sont d'origine légale, judiciaire ou conventionnelle.
On les distingue en fonction de leur cause, mais leur régime est identique : l'inscription et les effets de l'hypothèque s'appliquent de manière identique.

### Les hypothèques légales et judiciaires
Les hypothèques légales sont celles qui résultent de la loi.
Elles ont été prévues au profit de créanciers que le législateur a entendu protéger de façon spéciale. Ces créanciers les possèdent de plein droit sans qu'il soit besoin d'une constitution conventionnelle ou d'un jugement.
Les hypothèques judiciaires résultent quant à elles de jugements en faveur de celui qui les a obtenus.
Ces hypothèques, légales ou judiciaires, doivent faire l'objet d'une inscription au service de la publicité foncière.

#### Les hypothèques légales
Elles résultent soit des dispositions du code civil, soit d'autres lois spécifiques.

##### Les hypothèques légales du Code civil
Il s'agit de :
- l'hypothèque légale d'un époux sur les biens de l'autre ;
- l'hypothèque légale des mineurs et des majeurs en tutelle sur les biens du tuteur ou de l'administrateur légal ;
- l'hypothèque légale de l'État, des départements, des communes et des établissements publics sur les biens des comptables et administrateurs comptables ;
- l'hypothèque légale du légataire sur les biens de la succession[23] ;
- les privilèges généraux de l'article 2331 du Code civil[24] transformés en hypothèque légale pour garantir notamment : les frais de dernière maladie, les frais funéraires, le paiement des allocations familiales, les créances des caisses d'allocations familiales ou de sécurité sociale.

##### Les hypothèques légales prévues par d'autres codes ou des lois spéciales
Il s'agit de :
- l'hypothèque légale du syndicat des copropriétaires pour la garantie des créances de toute nature à l'encontre de chaque copropriétaire[25].
- l'hypothèque légale du Trésor public sur les immeubles de la succession et sur les bois et forêts, ainsi que pour le recouvrement des impositions de toute nature et amendes fiscales[26] ;
- l'hypothèque légale de l'État ou des départements sur les immeubles appartenant aux bénéficiaires de l'aide sociale[27].

#### Les hypothèques judiciaires
L'hypothèque judiciaire est celle qui résulte des jugements, soit contradictoires, soit par défaut, définitifs ou provisoires, en faveur de celui qui les a obtenus (Code Civil, art. 2412).
Elle découle, aux termes de cet article :
- de tout jugement contradictoire ou par défaut, définitif ou provisoire ;
- d'une décision arbitrale dès lors qu'elle a été revêtue de l'ordonnance judiciaire d'exécution ;
- d'une décision judiciaire rendue à l'étranger et déclarée exécutoire par un tribunal français.

Ce sont également des hypothèques générales, elle porte sur tous les biens présents et à venir du débiteur.
Toutefois ce principe est atténué, en la forme, par la règle de la spécialité de l'inscription qui oblige le créancier à désigner exactement les immeubles sur lesquels il entend faire porter l'inscription.
L'hypothèque judiciaire est spéciale quant à la créance garantie. Elle couvre le montant en principal de la condamnation ainsi que les accessoires, intérêts, dommages et frais ; le montant de la créance doit être déterminé ou évalué en vue de la formalité d'inscription.

#### L'hypothèque judiciaire provisoire
L'inscription de l'hypothèque judiciaire prévue ne peut être requise dès que le litige a pris naissance mais seulement après que le jugement de condamnation ait été prononcé.
De ce fait l'hypothèque judiciaire risque de n'avoir aucun effet si le débiteur a mis à profit les délais de procédure pour organiser son insolvabilité.
Pour prévenir ce risque, le législateur a créé l'hypothèque judiciaire prise à titre conservatoire.
Le créancier peut ainsi s'assurer une garantie dans l'attente du jugement de condamnation.
Cette hypothèque, organisée par les articles L531-1 et suivants et R531-1 du CPCE, constitue au plein sens du mot une hypothèque judiciaire puisqu'elle prend sa source dans la décision d'un juge.

### L'hypothèque conventionnelle
Aux termes de l'article 2396 du code civil, « l'hypothèque conventionnelle est celle qui résulte des conventions ». Elle est créée par un contrat conclu entre le créancier (le stipulant), qui entend garantir sa créance au moyen d'une sûreté, et le débiteur (le constituant) qui la concède sur ses biens.
Ce contrat est soumis non seulement aux règles générales de formation des contrats mais aussi à des conditions de validité particulières.

#### Les conditions de forme
Le contrat d'hypothèque doit revêtir la forme authentique que le décret no 55-22 du 4 janvier 1955 impose à tous les actes soumis aux formalités de la publicité foncière.
En outre, l'article 2416 du code civil exige que l'acte constatant l'hypothèque conventionnelle soit un acte notarié.
La jurisprudence admettait la validité d'un acte sous seing privé déposé au rang des minutes d'un notaire, avec reconnaissance des écritures et des signatures des parties, mais le nouvel article 710-1 du code civil (introduit par l'article 9 de la loi no 2011-331 du 28 mars 2011) répute qu'un tel acte ne peut plus donner lieu aux formalités de publicité foncière.
Le contrat d'hypothèque est un des rares contrats solennels dont le monopole est confié aux notaires.

#### Les conditions de fond

##### En ce qui concerne le stipulant
Le stipulant doit être titulaire d'une créance. Celle-ci, aux termes de l'article 2423 du code civil, doit être certaine et déterminée par l'acte.
Toutefois, le même article ajoute que si la créance est indéterminée dans sa valeur, le créancier peut requérir l'inscription pour une valeur estimative qu'il déclare expressément.
Par ailleurs, cette créance, qui est généralement actuelle, peut être conditionnelle et même éventuelle. Dans ce dernier cas, il est toutefois nécessaire d'indiquer, d'une manière suffisamment précise, l'événement qui peut donner naissance à la créance de façon à pouvoir l'individualiser.

##### En ce qui concerne le postulant
Le postulant doit être titulaire d'un droit réel qu'il accepte de grever. Il doit avoir la capacité d'aliéner les immeubles. Ce qui exclut les mineurs même émancipés, les interdits judiciaires et légaux, les personnes pourvues d'un conseil judiciaire, les commerçants contre lesquels une procédure collective est ouverte (redressement ou liquidation judiciaire).

### Les hypothèques conventionnelles particulières
L'ordonnance no 2006-346 du 23 mars 2006 relative aux sûretés a créé deux nouvelles garanties hypothécaires : l'hypothèque rechargeable (article 14 de l'ordonnance) et le prêt viager hypothécaire (article 41). Ces deux instruments ont pour but de développer le crédit hypothécaire au profit des particuliers et des personnes physiques exerçant individuellement une activité économique et immatriculées à un registre de publicité légale à caractère professionnel.

#### L'hypothèque conventionnelle rechargeable
L'hypothèque conventionnelle rechargeable permet au constituant de l'hypothèque originelle d'affecter son hypothèque à la garantie de créances autres que celles mentionnées par l'acte constitutif pourvu que celui-ci le prévoit expressément, dans la limite de la somme déterminée dans l'acte constitutif.
La faculté d'affecter l'hypothèque, stipulée rechargeable dans l'acte constitutif ou rendue rechargeable par l'inscription d'un avenant, à la garantie d'autres créances se fait au moyen d'une convention de rechargement conclue entre le débiteur ayant constitué l'hypothèque et le créancier originaire ou un nouveau créancier.
Toutefois la possibilité d'hypothèque rechargeable pour le crédit à la consommation des particuliers a été supprimée à compter du 1er juillet 2014 et dans la nouvelle rédaction de l'article 2422 du Code civil, l'hypothèque rechargeable n'est désormais possible que pour l'hypothèque constituée à des fins professionnelles par une personne physique ou morale ultérieurement affectée à la garantie de créances professionnelles autres que celles mentionnées dans l'acte constitutif pourvu que celui-ci le prévoie expressément.
Conformément aux articles 2422 et 2430 du code civil, la convention de rechargement revêt la forme notariée et est publiée au bureau des hypothèques sous forme de mention en marge de l'inscription originaire à peine d'inopposabilité aux tiers.
Le conservateur, désormais depuis le 1er janvier 2013, le chef du service de publicité foncière, est fondé à refuser la mention en marge si la convention de rechargement ne satisfait pas ces exigences. Il est également fondé à refuser la publication de la convention à défaut de certification par le notaire que la créance garantie par la convention de rechargement n'excède pas la part disponible de la somme prévue dans l'acte constitutif (ou l'avenant) pouvant être affectée à la garantie d'autres créances.

#### Le prêt viager hypothécaire
Les prêts viagers hypothécaires constituent des hypothèques conventionnelles prises en garantie de créance dont l'échéance n'est pas déterminée.
Le prêt viager hypothécaire est institué par l'article L 314-1 du code de la consommation.
C'est un contrat de prêt « garanti par une hypothèque constituée sur un bien immobilier de l'emprunteur à usage exclusif d'habitation dont le remboursement - principal et intérêts - ne peut être exigé qu'au décès de l'emprunteur ou lors de l'aliénation ou du démembrement de la propriété de l'immeuble hypothéqué s'ils surviennent avant le décès».
La dette de l'emprunteur ou de ses ayants droit est plafonnée à la valeur de l'immeuble appréciée lors de l'échéance du terme (article L 314-9 du code de la consommation).
S'adressant presque exclusivement aux personnes âgées, ce type de prêt permet d’obtenir des liquidités de son patrimoine sans s’en séparer, contrairement à la vente en viager. Ce prêt peut être utile pour compléter des revenus ou faire face à des dépenses imprévues (dépendance, réparation du logement, etc).

## L'inscription de l'hypothèque
L'inscription hypothécaire est la formalité de publicité assurant l'opposabilité aux tiers des hypothèques et privilèges spéciaux immobiliers par une inscription au bureau des hypothèques portant identification du créancier et du débiteur, indication de la créance garantie, et désignation de l'immeuble grevé.
Cette mesure n'est pas une condition de validité de la sûreté qui existe du seul fait de l'acte constitutif et lie le débiteur et ses ayants droit indépendamment de sa publication. Mais, à défaut de publicité, l'hypothèque est inopposable aux tiers, même s'ils en ont connaissance.
En revanche, l'hypothèque inscrite est opposable aux acquéreurs d'un droit réel et aux créanciers hypothécaires, postérieurs à l'inscription, ainsi qu'aux créanciers chirographaires.
La remise des bordereaux est inscrite sur le registre des dépôts prévu par l'article 2453 du code civil, sous certaines conditions de forme et de fond.
Cette mention sur ledit registre détermine la date de l'inscription et le rang des hypothèques entre elles.
Cependant les effets de l'inscription sont limités dans le temps.
Dans le cas le plus fréquent où l'obligation garantie doit être acquittée à une ou plusieurs dates déterminées et dans la mesure où l'inscription est prise avant l'échéance ou la dernière échéance, la date d'effet de cette inscription ne peut être postérieure de plus d'un an à l'échéance ou à la dernière échéance.
Les dispositions de l'article 2434 du code civil prennent en compte la création des nouvelles garanties hypothécaires : le prêt viager hypothécaire et l'hypothèque conventionnelle rechargeable et fixent à cinquante années la durée maximale des inscriptions qui conservent ces sûretés.
Le moyen normal d'éviter la péremption de l'inscription est d'en requérir le renouvellement avant l'expiration du délai après lequel elle cesse de produire ses effets (C. civ., art. 2435, al. 1).
L'inscription prise en renouvellement n'est pas considérée comme une nouvelle inscription attributive d'un nouveau rang. Le renouvellement a pour effet de conserver le rang de l'hypothèque primitive. L'hypothèque, par le jeu des renouvellements successifs requis avant l'expiration du délai de péremption, peut être validée indéfiniment.

### Les effets de l'inscription
L'inscription de l'hypothèque confère au créancier qui en est titulaire un droit de préférence et un droit de suite.

#### Le droit de préférence
Le droit de préférence donne au créancier, par dérogation au principe de l'égalité des créanciers (chirographaires), le droit d'être payé, par préférence aux autres créanciers, sur le produit de la vente du bien sur lequel il a une préférence.
Le droit de préférence est inhérent à l'hypothèque : il existe dès que l'hypothèque est constituée et s'applique dès que la valeur du bien apparaît sous forme liquide (paiement du prix en cas de réalisation ou d'adjudication). L'hypothèque étant un droit réel, son titulaire a vocation à recevoir directement la valeur du bien.
Entre les créanciers, l'hypothèque, soit légale, soit judiciaire, soit conventionnelle n'a rang que du jour de l'inscription prise par le créancier à la conservation des hypothèques, dans la forme et de la manière prescrite par la loi.
L'hypothèque inscrite la première sur un immeuble est en conséquence préférée à celle qui est inscrite postérieurement et ainsi de suite.
Lorsque le dépôt ayant été accepté, le requérant de l'inscription régularise le bordereau déposé entaché d'omissions ou d'erreurs susceptibles de motiver le rejet de la formalité, cette dernière prend rang de la date de la remise du bordereau constatée au registre de dépôt.
C'est la date de l'acte authentique constitutif de l'hypothèque qui fixe le rang des inscriptions déposées le même jour. Si les actes sont de la même date et déposés le même jour, ils viennent en concurrence à leur rang.
Le rang de l'hypothèque, qui détermine sa priorité par rapport aux autres sûretés éventuelles grevées sur l'assiette, prend effet à la date de son inscription.

#### Le droit de suite
Le droit de suite permet au créancier de faire saisir dans n'importe quel patrimoine le bien grevé de la sûreté afin de faire réaliser ses droits. Ainsi, le droit de suite est un droit attaché à un bien (droit réel) et non à la personne propriétaire ou possesseur de ce bien (droit personnel).
Ce droit apparaît donc comme le prolongement nécessaire du droit de préférence dans le cas où l'immeuble est entré dans le patrimoine d'un tiers détenteur (ou tiers acquéreur) ; mais il ne peut être exercé que par les créanciers ayant fait inscrire leur sûreté.

## Le coût de l'inscription
Les dépenses occasionnées par l'inscription son renouvellement ou sa radiation, se décomposent en frais de notaires et taxes fiscales.

### Les frais d'auxiliaires de justice ou d'officier public
L'assistance d'un auxiliaire de justice ou d'un officier public et ministériel est obligatoire pour certaines de ces opérations. Toutefois, l'intervention de ces professionnels est rémunérée soit par un honoraire libre, soit par un émolument tarifé.
La rémunération du notaire proprement dite (les émoluments) est fixée par un barème défini par décret, elle est proportionnelle au montant de l'inscription dont elle représente environ 1,33 %.
À cela s’ajoutent les émoluments de formalités qui correspondent à l’accomplissement de certaines démarches administratives (vérifications d’état civil, certificat d’urbanisme, copie de l’acte authentique de la vente, etc.).

### Les taxes fiscales
Sur le plan fiscal deux taxes sont applicables : la taxe de publicité foncière et la contribution de sécurité immobilière qui, depuis le 1er janvier 2013, remplace à l'identique les salaires du conservateur.

#### La taxe de publicité foncière (TPF)
Elle est perçue au taux proportionnel applicable aux inscriptions d'hypothèques conventionnelles ou judiciaires. Ce taux est en 2014 de 0,71498 % du montant garanti.
Cette taxe est liquidée sur les sommes garanties en capital, intérêts et accessoires, même indéterminées, éventuelles ou conditionnelles, exprimées ou évaluées dans le bordereau.
Les inscriptions qui échappent à la taxe proportionnelle sont soumises à une taxe fixe de 25 €.
La taxe fixe de 25 € est seule exigible lors du dépôt de bordereaux purement rectificatifs ou complémentaires.
Les inscriptions en renouvellement ne donnent pas lieu à la perception de la taxe de publicité foncière.
En application de l'article 845 du CGI, les inscriptions de l'hypothèque légale du Trésor sont exonérées de la taxe de publicité foncière.
Le même article du CGI précise que la taxe de publicité foncière n'est pas perçue lors d'une inscription d'hypothèque judiciaire requise par l'État, mais doit être acquittée lors de la radiation de l'inscription.

#### La contribution de sécurité immobilière
La contribution de sécurité immobilière, qui s'élève à 0,05 % du montant garanti (calculé comme en matière de TPF), sans pouvoir être inférieure à 8 ou 15 € selon les cas. Elle remplace l'ancien salaire du conservateur.
En cas de renouvellement d'inscription la contribution de sécurité immobilière reste due.
L'hypothèque légale du trésor, comme l'hypothèque judiciaire dont l'inscription est requise par l'État, donnent lieu au paiement de la contribution de sécurité immobilière selon des modalités particulières.